# La Plaine (Dominica)
La Plaine ist ein Ort im Südosten von Dominica. Die Gemeinde hatte im Jahr 2006 1332 Einwohner. La Plaine liegt im Parish Saint Patrick.

## Geographische Lage
Die Landschaft um La Plaine ist größtenteils hügelig. 15 Kilometer westlich liegt Roseau.

## Infrastruktur
In La Plaine befinden sich eine evangelische und eine katholische Kirche sowie eine Polizeistation.